# Мандамадос
Мандама́дос (греч. Μανταμάδος, до 1940 года — греч. Μανδαμάδος) — деревня на острове Лесбос в Греции. Расположена на высоте 129 м над уровнем моря, в 35 км к северу от Митилини. Относится к общине Дитики-Лезвос в периферии Северные Эгейские острова. Население — 941 человек по переписи 2011 года.
На центральной площади Мандамадоса расположен храм святого Василия, построенный в 1750 году. Около Мандамадоса расположен греческий православный монастырь Архангела Михаила, известный чудотворной рельефной иконой Архангела Михаила.

## Сообщество
Сообщество Мандамадос (Κοινότητα Μανδαμάδου, с 1940 года — Κ. Μανταμάδου) создано в 1918 году (ΦΕΚ 116Α). В сообщество входит монастырь Архангела Михаила, шесть островов и шесть населённых пунктов. Население 1172 человека по переписи 2011 года. Площадь 64,11 квадратных километров.
| Населённый пункт            | Население (2011), человек |
| --------------------------- | ------------------------- |
| Айос-Стефанос               | 6                         |
| Аспри-Пракуда (остров)      | 0                         |
| Аспронисия (остров)         | 0                         |
| Аспропотамос                | 54                        |
| Барбальяс (остров)          | 0                         |
| Лангада                     | 4                         |
| Мандамадос                  | 941                       |
| Маври-Пракуда (остров)      | 0                         |
| Монастырь Архангела Михаила | 132                       |
| Пальос                      | 5                         |
| Панайя (остров)             | 0                         |
| Педи (Лесбос)               | 30                        |
| Цукалас (остров)            | 0                         |

## Население
| Год  | Население, человек |
| ---- | ------------------ |
| 1991 | 1236               |
| 2001 | 1121               |
| 2011 | ↘ 941              |